# Smaragd (Łatyszenko)
Smaragd, imię świeckie Paweł Antonowicz Łatyszenko, w starszych dokumentach Łatyszenkow (ur. 4 stycznia?/16 stycznia 1885, zm. po 1940) – rosyjski duchowny prawosławny. 

## Życiorys
Urodził się w rodzinie kapłana prawosławnego, służącego w eparchii wileńskiej i litewskiej. Miał starszego brata Michaiła. Ukończył seminarium duchowne w Wilnie jako najlepszy absolwent w swoim roczniku i został skierowany na dalsze kształcenie w Petersburskiej Akademii Duchownej. Studia zakończył w 1909 z drugą lokatą wśród 47 absolwentów. Po przyjęciu święceń kapłańskich pełnił posługę w guberni wileńskiej. Na początku 1911 r. i udał się do Chełma, gdzie został początkowo etatowym duchownym przy miejscowym domu biskupim, a następnie 17 lutego 1911 r. złożył śluby mnisze na ręce miejscowego biskupa Eulogiusza, przyjmując imię zakonne Smaragd. Jeszcze w tym samym roku został wykładowcą miejscowego seminarium duchownego, gdzie prowadził zajęcia z teologii zasadniczej, moralnej i dogmatycznej. Następnie dzięki wsparciu Eulogiusza został inspektorem seminarium. 
W czasie I wojny światowej, podczas rosyjskiej okupacji Galicji Wschodniej, przebywał we Lwowie jako bliski współpracownik nadzorującego i rozbudowującego struktury prawosławne w Galicji arcybiskupa Eulogiusza. Gdy Rosjanie musieli wycofać się z Galicji, hieromnich Smaragd powrócił do Chełma i stamtąd w czerwcu 1915 r. ewakuował się do Moskwy razem z innymi wykładowcami i słuchaczami seminarium, konsystorzem eparchialnym i biskupem Anastazym. W Moskwie seminarium znalazło tymczasową siedzibę w monasterze Zaikonospasskim, a hieromnich Smaragd w kwietniu 1916 r. został jego rektorem. W Moskwie duchowny nadal zasiadał w radzie misyjnej eparchii. Planował po zakończeniu wojny i powrocie Chełmszczyzny pod kontrolę rosyjską walczyć z unią, mazepiństwem (tzn. ukraińskim ruchem narodowym), a także „żydostwem i wojującym polskim katolicyzmem”. Także zmiany w Rosji w 1917 r. i upadek caratu nie zmieniły jego konserwatywnych i szowinistycznych poglądów.
Jesienią 1918 r., po rewolucji październikowej, po której nastąpiły represje przeciwko Cerkwi, a także wobec utraty państwowego finansowania szkół duchownych Smaragd (Łatyszenko) razem z całym personelem seminarium chełmskiego udał się do Kijowa, na terytorium Ukraińskiej Republiki Ludowej. Powrót do Chełma, gdzie władze niepodległej Polski nie godziły się na ponowne otwarcie prawosławnego seminarium duchownego, był niemożliwy. Szkoła wznowiła działalność w Krzemieńcu, a biskup wołyński Dionizy był skłonny powierzyć archimandrycie Smaragdowi obowiązki rektora. Ten jednak w 1920 r. porzucił szkołę i udał się w kierunku Charkowa, mając nadzieję na zdobycie urzędu biskupiego w Rosyjskim Kościele Prawosławnym. Po drodze, na kontrolowanym przez URL Podolu, został aresztowany za agitację antyukraińską. Odzyskał wolność dzięki pomocy ministra wyznań religijnych URL Iwana Ohijenki. Po powrocie do Krzemieńca Smaragd próbował stanąć na czele seminarium, jednak władze polskie, wiedząc o jego wcześniejszej rusyfikatorskiej działalności na Chełmszczyźnie, zablokowały jego kandydaturę. Nie bronił go także biskup Dionizy.    
Należał do nacjonalistycznie nastawionego duchowieństwa pochodzenia rosyjskiego, które sprzeciwiało się utworzeniu w Polsce autokefalicznego Kościoła prawosławnego. Z tego powodu znalazł się w konflikcie z metropolitą warszawskim Jerzym, który opowiadał się za autokefalią. Archimandryta Smaragd uważał wszelkie próby oderwania się go od Rosyjskiego Kościoła Prawosławnego za sprzeczne z kanonami Cerkwi i popierał działania biskupów wileńskiego Eleuteriusza i białostockiego Włodzimierza przeciwko działaniom metropolity. 
W 1922 r. metropolita Jerzy suspendował archimandrytę Smaragda za nieposłuszeństwo. Archimandryta zignorował tę decyzję i samowolnie udał się do eparchii grodzieńskiej, kierowanej tymczasowo przez biskupa białostockiego Włodzimierza. 12 października 1922 również biskup Włodzimierz został ukarany przez Synod w Warszawie – usunięty z katedry. Wcześniej biskupi sprzeciwiający się autokefalii Cerkwi w Polsce zwrócili się do patriarchy moskiewskiego i całej Rusi Tichona z prośbą o zgodę na dokonanie chirotonii biskupiej archimandryty Smaragda. Według A. Switicza otrzymali zgodę na wyświęcenie go na biskupa słuckiego, wikariusza eparchii mińskiej. Do chirotonii tej ostatecznie nie doszło. 
Zdaniem ks. Mariana Bendzy zarówno różnice zdań w sprawie przyszłości Kościoła, jak i poczucie osobistej krzywdy doprowadziły archimandrytę do tego, że postanowił zamordować metropolitę warszawskiego. W ocenie Wołodymyra Borszczewycza o jego działaniach zdecydowały szowinistyczne poglądy, przeświadczenie o tym, że oddzielanie się struktur cerkiewnych w nowo powstałych państwach od Patriarchatu Moskiewskiego jest zdradą prawosławia.  
W celu dokonania zamachu archimandryta Smaragd zakupił rewolwer i zaczął samodzielnie uczyć się strzelania. 8 stycznia 1923 duchowny towarzyszył swojemu przyjacielowi, biskupowi Włodzimierzowi (Tichonickiemu), do miejsca przymusowego pobytu – monasteru w Dermaniu. Stamtąd udał się do Warszawy, najpewniej już zdecydowany na dokonanie zamachu. 
8 lutego 1923 Smaragd (Łatyszenko) odbył z metropolitą Jerzym dwugodzinną rozmowę, w czasie której usiłował przekonać go do rezygnacji ze starań o autokefalię. Gdy jego starania zakończyły się fiaskiem, zawołał To dla ciebie, kacie prawosławia! i trzykrotnie wystrzelił, zabijając metropolitę strzałem w skroń. Za swój czyn został usunięty ze stanu duchownego, przed sądem stawał już jako osoba świecka. 
Mimo obrony przez czterech adwokatów, w tym znanego mecenasa Tadeusza Wróblewskiego, domagającego się uznania zbrodni za popełnioną w afekcie, Łatyszenko został 27 września 1924 r. uznany za winnego zabójstwa "osoby urzędowej" i skazany na 12 lat więzienia, przy czym na mocy amnestii wyrok został zmniejszony do 8 lat.
Łatyszenko nakazał swoim obrońcom by nie wnosili apelacji. W grudniu 1924 r. władze radzieckie zaproponowały wymianę Łatyszenki na aresztowanego miesiąc wcześniej w Leningradzie polskiego księdza Bronisława Ussasa, jednak władze polskie odmówiły.
Karę Łatyszenko odbywał w więzieniu mokotowskim, dzieląc celę m.in. z Bogdanem Ronikierem. Karę odbył w całości i wyszedł z więzienia 27 września 1932. Choć przez niemal cały okres pozbawienia wolności nosił sutannę, to jednak mury więzienne opuścił w ubraniu cywilnym zamówionym kilka tygodni wcześniej. Z Warszawy miał się udać do Wilna, skąd miał rzekomo zamiar wyjechać na stałe do klasztoru na Wołyniu (tak oświadczył służbie więziennej). Jego dalsze losy są nieznane. Niektóre źródła podają, że wyjechał do Czechosłowacji.
W lipcu 1940 roku napisał list do biskupa Tymoteusza (Szrettera). Z treści wynika, że autor nie wyrzekł się swoich poglądów i nawet po siedemnastu latach od popełnionego przestępstwa nadal postrzegał siebie jako człowieka stojącego po stronie prawdy cerkiewnej. Zachował też pewne grono kontaktów wśród duchowieństwa – w liście ani razu nie wspomina, by którykolwiek z jego dawnych przyjaciół go odrzucił; przeciwnie, wylicza duchownych, z którymi utrzymywał przyjacielskie relacje. Dzięki starym znajomościom Łatyszenko był dobrze poinformowany o sytuacji Kościoła w Polsce.